# Parque natural de los Calares del Mundo y de la Sima
El parque natural de los Calares del Mundo y de la Sima es un espacio natural protegido situado al suroeste de la provincia española de Albacete, en la comunidad autónoma de Castilla-La Mancha. 

## Descripción
Abarca un terreno montañoso, marcado por varios cursos de agua —entre ellos el río Mundo— que han erosionado los calares y creando paisajes kársticos de gran belleza. Se extiende por un total de 19 192 ha, en la antigua comarca natural de la Sierra de Alcaraz, entre los municipios de Cotillas, Molinicos, Riópar, Vianos, Villaverde de Guadalimar y Yeste, dentro de las mancomunidades de servicios de la Sierra de Alcaraz y Campo de Montiel y de la Sierra del Segura.
El parque natural está constituido por los parajes denominados Calar del Mundo, Calar de en Medio, Chorros del río Mundo, Poljé de la Cañada de los Mojones, Sierra del Cujón y Calar de la Sima. Aparte de su citado valor geológico, es de suma importancia su gran variedad florística y faunística. Más de 35 especies vegetales endémicas hablan de un tiempo en el que la flora huyó de las glaciaciones y se instaló en la península ibérica, quedando más tarde recluida en enclaves muy precisos, como altas montañas similares a las que componen este parque natural, justificándose de este modo la cantidad de plantas singulares que allí se encuentran. Entre la riqueza animal cabe destacar especies en peligro como, por ejemplo, el águila real, el águila perdicera, el buitre leonado, el búho real, la cabra montés, etc.

## Fauna y flora

### Fauna

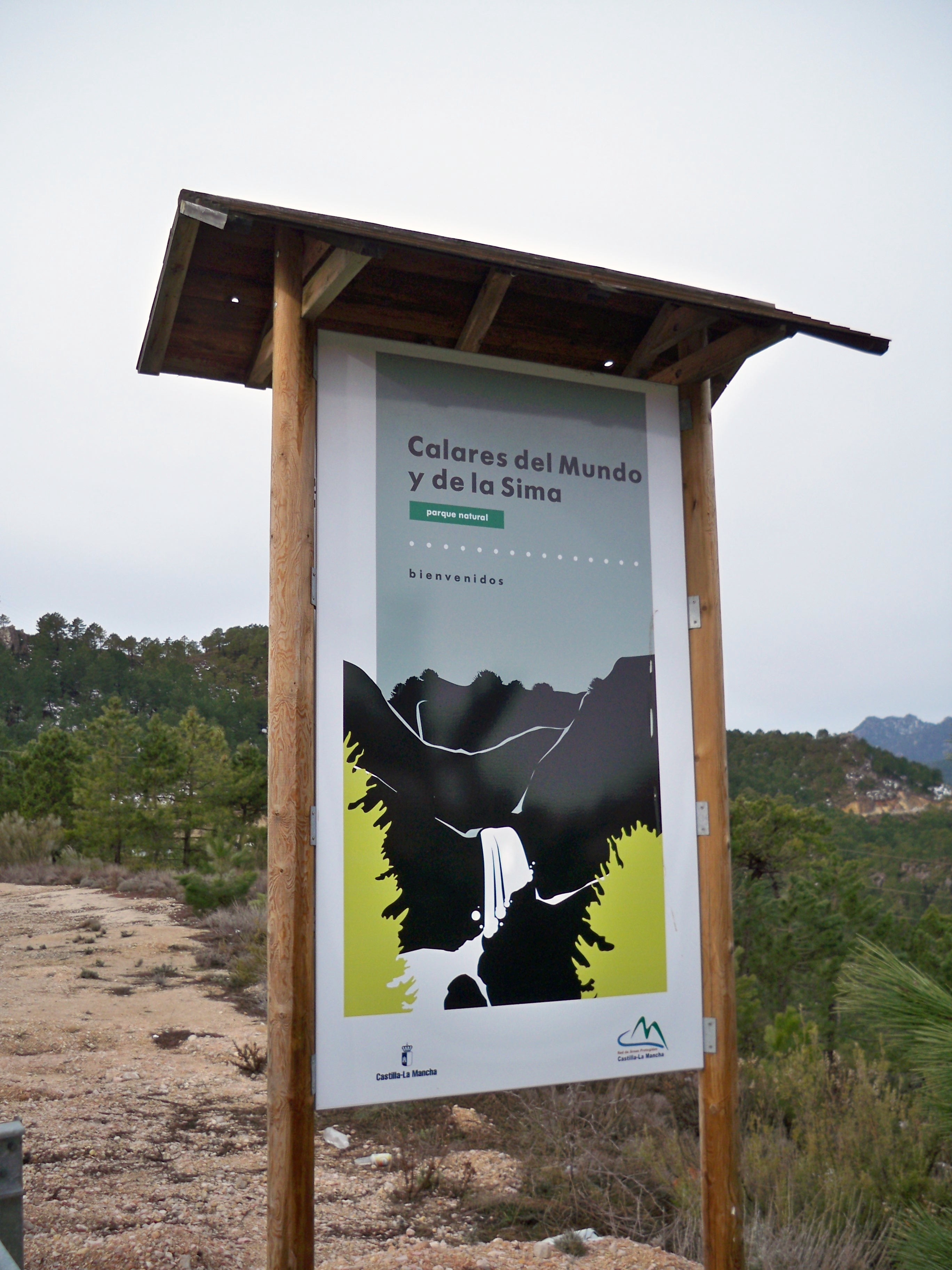
Cartel de bienvenida al parque natural cerca de El Pardal (Molinicos).

Dentro de la fauna vertebrada del parque natural, han sido catalogadas 174 especies: 6 son peces, 8 corresponden a anfibios, 17 son reptiles, 109 pertenecen al grupo de las aves y 34 son mamíferos. Destacan el águila real, águila perdicera, búho real, halcón peregrino, buitre leonado, cabra montesa, ciervo, muflón, jabalí, ardilla, etc. En fauna invertebrada se han catalogado más de 140 especies de interés. Destacan la mariposa Graellsia isabellae, el odonato Coenagrion mercuriale y un lepidóptero, el Euphydryas aurinia.

### Flora
En la flora existen aproximadamente 1300 taxones de rango específico y subespecífico de flora vascular, unos 250 taxones de hongos, una especie en peligro de extinción, y numerosas las catalogadas en CREA de Castilla-La Mancha; además de 35 especies de árboles silvestres diferentes y 135 plantas endémicas. Las especies más destacadas del parque natural son: Berberis, Pinguicula mundi,  Pinguicula vallisneriifolia, Arenaria tetraquetra, pino laricio, pino rodeno, tejo, rebollo, quejigo, encina, arce, pino carrasco, fresno, sauce, matorral almohadillado espinoso formado por especies como Echinospartum boissieri y Erinacea anthyllis y otras genistas de interés.